# أبولو 18 (فلم)
أبولو 18 (بالإنجليزية: Apollo 18) هو فيلم رعب خيال علمي أمريكي - كندي من إخراج غونزالو لوبيز جاليجو وبطولة ارين كريستي، لويد أوين، ريان روبنز وأندرو إيرلي، صدر الفيلم في 2 سبتمبر 2011.

## روابط خارجية
أبولو 18 على موقع IMDb (الإنجليزية)
- أبولو 18 على موقع ميتاكريتيك (الإنجليزية)
- أبولو 18 على موقع روتن توميتوز (الإنجليزية)
- أبولو 18 على موقع نتفليكس (الإنجليزية)
- أبولو 18 على موقع قاعدة بيانات الأفلام العربية
- أبولو 18 على موقع ألو سيني (الفرنسية)
- أبولو 18 على موقع Turner Classic Movies (الإنجليزية)
- أبولو 18 على موقع أول موفي (الإنجليزية)
- أبولو 18 على موقع بوكس أوفيس موجو (الإنجليزية)
- أبولو 18 على موقع فيلمافينيتي (الإسبانية)